# Endstation Mord (1950)
Endstation Mord ist ein US-amerikanischer Kriminalfilm aus dem Jahr 1950 von Ted Tetzlaff mit Victor Mature und Terry Moore in den Hauptrollen. Der Film noir wurde von RKO Radio Pictures produziert und basiert auf einer unveröffentlichten Kurzgeschichte von Erwin Gelsey.

## Handlung
Bei einer Schießerei bei einem illegalen Kartenspiel des Gauners Joe Farrow wird Marc Fury angeschossen, ein weiterer Spieler getötet. Marc weiß, dass Farrow geschossen hat, akzeptiert aber dessen Angebot von 50.000 Dollar, die Schuld vor Gericht auf sich zu nehmen, da Marc von der Mordkommission als Verdächtiger eingestuft wird. Während der Verhandlung plädiert Marc auf Notwehr und verlangt von Farrow sein Geld. Farrow schreibt ihm einen Schuldschein aus, das reicht Marc jedoch nicht. Er ergreift eines von Farrows Notizbüchern, in denen der die Telefonnummern seiner Komplizen und der Spieler notiert hat, und droht, das Buch der Polizei auszuhändigen. Farrow sagt zu Gunsten Marcs aus, der kurz darauf freigelassen wird. Sofort wird er aber wieder festgenommen, diesmal von der Einwanderungsbehörde. Bevor er vernommen wird, kann er das Notizbuch einer Frau in die Handtasche schmuggeln.
Marc heißt mit echtem Namen Marcus Furioni. Da seine italienischen Eltern nie Einbürgerungsanträge gestellt haben, ist er kein US-Bürger und läuft Gefahr, ausgewiesen zu werden. Er wird zunächst nach Ellis Island gebracht. Dort suchen ihn Farrow und dessen Anwalt auf. Sie bieten ihm Hilfe im Austausch gegen das Notizbuch an. Marc kann Farrow erst einmal hinhalten und die Identität der Frau, der er das Notizbuch untergeschoben hat, herausfinden. Lynn Warren, Tochter eines Anwalts, arbeitet bei der Einwanderungsbehörde und hilft ehrenamtlich den Immigranten bei Wohnungs- und Arbeitssuche. Lynn verhält sich Marc gegenüber kühl, erlaubt ihm aber, sie zu dem Ehepaar Sobieski zu begleiten, die sie zu deren neuer Wohnung bringt. Lynn erklärt, dass die Sobieskis ihren Bürgen verloren haben und ihnen nun die Ausweisung droht. Marc, der sich für Lynn zu interessieren beginnt, schlägt vor, einen seiner Freunde zu fragen. Lynn gibt Marc das Notizbuch zurück, das sie zwischenzeitlich gefunden hat und akzeptiert seinen Kuss.
Bei der Anhörung der Einwanderungsbehörde streicht Farrows Anwalt Marcs Verdienste im Krieg heraus. Richter Ravinek möchte, dass Marc für sich selber spricht. Zu seinem Erstaunen sagt dieser, dass er nicht wisse, warum er in den USA bleiben wolle. Er wisse aber, dass er es wolle. Der Richter gibt ihm ein paar Tage Bedenkzeit für die Antwort. Marc versucht erneut an das Geld, das ihm Farrow schuldet, zu kommen. Farrow ist knapp bei Kasse und bietet Marc an, sein Partner zu werden. Marc lehnt ab und verweigert die Herausgabe des Notizbuches. Farrow lässt seinen Handlanger Sharky Marc verfolgen. Als Marc in Lynns Appartement geht, folgen ihm Sharky und einige Männer. Sie schlagen Marc zusammen und durchsuchen das Appartement.
Lynn bittet Marc, keine Rache auszuüben. Dennoch plant er mit seinem Freund Willie einen Überfall auf Farrows Casino. Zuvor will er mit Lynn die Sobieskis besuchen. Das Ehepaar soll jedoch ausgewiesen werden, da Marcs Freund als Bürge nicht akzeptiert wurde. Lynn erklärt, der einzige Weg, die Ausweisung zu verhindern, sei Geld. Am Abend sucht Marc das Casino auf und erzwingt mit vorgehaltener Waffe von Farrow die Herausgabe der 50.000 Dollar. Mit einer nichts ahnenden Lynn fährt er davon, bis sie von einer Polizeistreife angehalten werden und über den Casinoüberfall befragt werden. Zwar gibt Lynn Marc ein Alibi, später macht sie ihm jedoch Vorwürfe. Marc bittet Willie, das Geld unter falschem Namen auf einer Bank einzuzahlen, einen Scheck über die Summe auszuschreiben und diesen an Lynn zu schicken. Zur gleichen Zeit liest Lynn das Poem The Promise of America des Schriftstellers Thomas Wolfe.
Bei seinem Anhörungstermin hält Marc eine patriotische Rede und zitiert Wolfes Poem. Lynn ist tief bewegt und Richter Ravinek urteilt zu Marcs Gunsten. Farrow lässt Marc weiterhin von Sharky beschatten, was Marc jedoch auffällt. Er fordert Lynn auf, ihn zu vergessen und sucht Farrow auf. Er beschuldigt den Ganoven, seine Männer als Sündenbock auszunutzen. Farrow befiehlt Sharky, Marc zu töten. Sharky zieht seine Waffe und erschießt stattdessen Farrow. Willie hat unterdessen die Polizei alarmiert, die nun Sharky festnimmt. Marc ist rehabilitiert und geht hinaus in die Nacht.

## Produktion

### Hintergrund
Gedreht wurde der Film vom 3. Februar bis 13. März 1950 in New York. Zusätzliche Aufnahmen unter Kameramann Leo Tover entstanden zwischen dem 8. und dem 13. Mai 1950.
Die Filmrechte an der Kurzgeschichte kaufte RKO schon in den frühen 1940er Jahren. Im Laufe der Zeit arbeiteten mehrere Autoren an dem Drehbuch. RKO verpflichtete für diesen Film Terry Moore von Columbia Pictures, William Bendix von Hal Roach Studios und Victor Mature von 20th Century Fox.

### Stab
Albert S. D’Agostino und Alfred Herman oblag die künstlerische Leitung. Jack Mills und Darrell Silvera waren für das Szenenbild zuständig. Verantwortliche Toningenieure waren Clem Portman und Phil Brigandi. Constantin Bakaleinikoff war der musikalische Direktor.

### Besetzung
In kleinen nicht im Abspann erwähnten Nebenrollen traten Kirk Alyn, G. Pat Collins, Robert Cornthwaite und Jack Kruschen auf. Ebenfalls unerwähnt blieben Loda Halama und Leonidas Ossetynski als Ehepaar Sobieski und Fred Warren als Lynns Vater.

## Veröffentlichung
Die Premiere des Films fand am 27. Dezember 1950 in New York statt. In der Bundesrepublik Deutschland kam er am 11. Oktober 1951 in die Kinos, in Österreich bereits am 21. September 1951.

## Kritiken
Das Lexikon des internationalen Films schrieb: „Psychologisch unglaubwürdiger, melodramatischer Kriminalfilm mit aufdringlichem Chauvinismus.“
Bosley Crowther von der The New York Times bezeichnete den Film als Feld-Wald-und-Wiesen-Melodram. Er sei Effekthascherei, wobei Victor Mature ein Paradebeispiel für einen Darsteller sei, der das Beste, was er kann, mit der Rolle des Bösen macht.